# HMS Dictator (1783)
HMS Dictator (1783) — 64-пушечный линейный корабль третьего ранга. Единственный корабль 
Королевского флота, названный HMS Dictator. Четвертый линейный 
корабль типа Inflexible. Заложен в мае 1780 года. Спущен на воду 6 января 1783 года на частной верфи Бэтсона в Лаймхаусе.

## Служба

### Французские войны
Dictator под командованием капитана Томаса Уэстона должен был принять участие в нападении на Тринидад, которое началось 16 февраля 1797 года, однако прибыл к берегам острова лишь 18 февраля, когда гарнизон острова уже капитулировал, и потому не принял активного участия в операции.
Dictator входил в состав эскадры лорда Кейта, состоящей из 22 линейных кораблей, 37 фрегатов и шлюпов и 80 транспортов, которая 2 октября 1800 года отплыла из Гибралтара имея на борту около 18000 солдат под командованием генерала сэра Ральфа Эберкромби. 4 сентября вице-адмирал встал на якорь в бухте Кадиса, и потребовал сдачи города, чтобы получить контроль над испанской эскадрой, стоящей на якоре в гавани. Когда Дон Томас де Морла, губернатор Кадиса, ответил британцам, что в городе и его окрестностях свирепствовала чума, англичане не стали атаковать город и экспедиция вернулась обратно в Гибралтар. Однако основной причиной того, что британцы были вынуждены отступить, было недостаточное число шлюпок, которые за раз могли перевести на берег всего 3000 солдат, в то время, как на берегу их ждал 8000 испанский гарнизон.
Весной 1801 года Dictator принял участие в египетских операциях. 31 января он встал на якорь в Марморисе на юго-западе 
Турции, где собирался флот для нападения на Египет. 1 марта около 70 боевых кораблей вместе с транспортами, перевозящими 16000 солдат, прибыли в залив Абукир вблизи Александрии. Непогода задержала высадку войск на неделю, но 8 марта флотилия из 320 шлюпок высадила войска на берег. Солдаты с французских береговых батарей попытались помешать высадке, но британцы смогли отобить их атаку и на следующий день сэр Ральф Эберкромби и вся британская армия уже были на берегу. Dictator потерял двух своих моряков, которые погибли при высадке, еще один был ранен.
Так как Dictator принимал участие в египетской кампании, продолжавшейся с 8 марта по 2 сентября 1801 года, его офицеры и 
команда получили право  на медаль с пряжкой «Египет», которой Адмиралтейство наградило в 1850 году всех выживших 
участников.
Вскоре после капитуляции Александрии 2 сентября, Dictator отплыл на Кипр для ремонта и пополнения запасов. После подписания Амьенского мира в марте 1802 года он был выведен из состава флота и отправлен в резерв. В 1803 году он был переоборудован в качестве плавучей батареи в Чатеме и с 23 ноября 1803 до 28 апреля 1804 года он под командованием капитана Чарльза Тинлинга размещался в Кинг Ченал.

### Наполеоновские войны
В конце лета 1807 года Dictator был частью флота адмирала Джеймса Гамбье в Балтийском море. В августе принял участие в осаде и бомбардировке Копенгагена, где он разделил призовые деньги со 126 другими британскими военными кораблями.
Dictator под командованием капитана Дональда Кэмпбелла снова оказался в датских водах в следующем году, в составе эскадры 
контр-адмирала Сэмюэля Худа из четырех линейных кораблей и нескольких более мелких судов, которой было поручено поддержание блокады между островами Ютландия и Зеландия.
В августе 1809 года Dictator была поставлена задача оккупации архипелага Эртхольмен в 18 км к северо-востоку от Борнхольма, но он сел на мель в пути туда и был отбуксирован обратно в Карлскруна для ремонта.
В начале июля 1810 года, во время англо-датской войны, Dictator вместе с Edgar и Alonzo заметили три датские кононерки (Husaren, Loberen и Flink) под командованием лейтенанта Питера Николая Скибстеда, которые укрылись в гавани Грены, в восточной Ютландии, где рота солдат и их полевые орудия могли обеспичить им надежную защиту. Тем не менее, после полуночи 7 июля, британцы отправили отряд их двухсот человек на десяти шлюпках, который, несмотря на сильный огонь из пушек и мушкетов, захватил все три канонерские лодки.
В 1812 году Dictator возглавил небольшую эскадру, состоящую из трех бригов (18-пушечный бриг-шлюп Calypso, 14-пушечный 
бриг-шлюп Podargus и 14-пушечный бриг Flamer). 7 июля они столкнулись с датско-норвежскими судами - фрегатом Najaden, построенном в 1811 году из остатков линейных кораблей, разрушенных в предыдущих боях, и тремя бригами (Kiel, 
Lolland и Samsoe). Najaden находился под командованием датского морского офицера Ханса Питера Хольма (1772-1812). В последующем сражении Dictator уничтожил Najaden, а остальные британские суда захватили Laaland и Kiel в качестве призов, но были вынуждены отказаться от них после того, как они сели на мель. В сражении Dictator потерял пять человек убитыми и 24 ранеными. За этот бой в 1847 году Адмиралтейство выпустило медаль с пряжкой «Mardoe 6 июля 1812», которой были награждены все выжившие участники этого сражения.
Во время англо-американской войны Dictator входил в состав эскадры адмирала Александра Кокрейна, которая стала на якорь возле Нового Орлеана в начале 1815 года.
Dictator был отправлен на слом и разобран в 1817 году.